# La Possession
La Possession és un municipi de l'illa de la Reunió. L'any 2006 tenia 26.242 habitants. Limita amb els municipis de Port, Saint-Denis, Saint-Paul i Salazie.

## Demografia
| 1967                                       | 1974   | 1981   | 1990   | 1999   | 2006   |
| ------------------------------------------ | ------ | ------ | ------ | ------ | ------ |
| 7.636                                      | 10.112 | 11.002 | 15.614 | 21.904 | 26.242 |
| Des de 1962: població sense dobles comptes |        |        |        |        |        |

## Administració
| Període   | Identitat                     | Partit |
| --------- | ----------------------------- | ------ |
| 1947-1956 | Jean Champierre de Villeneuve |        |
| 1943-1945 | Jean Leveneur                 |        |
| 1945-1947 | Georges Ratinaud              |        |
| 1947-1957 | Louis Roland Jamin            |        |
| 1957-1964 | Morin Dambreville             |        |
| 1964-1965 | Gabriel Veloupoulle           |        |
| 1965-1971 | Roland Payet                  |        |
| 1971-     | Roland Adrien Robert          |        |

## Agermanaments

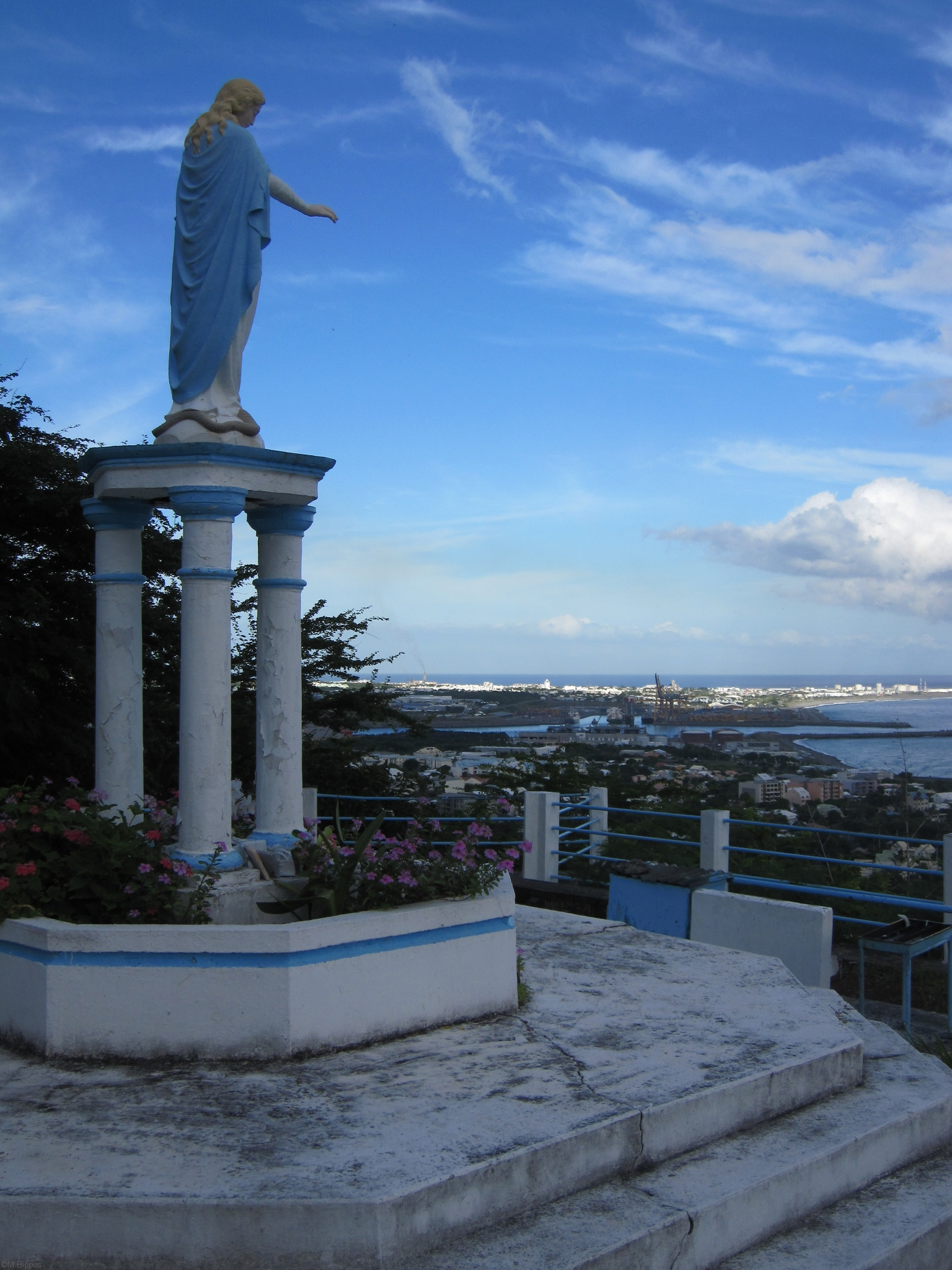
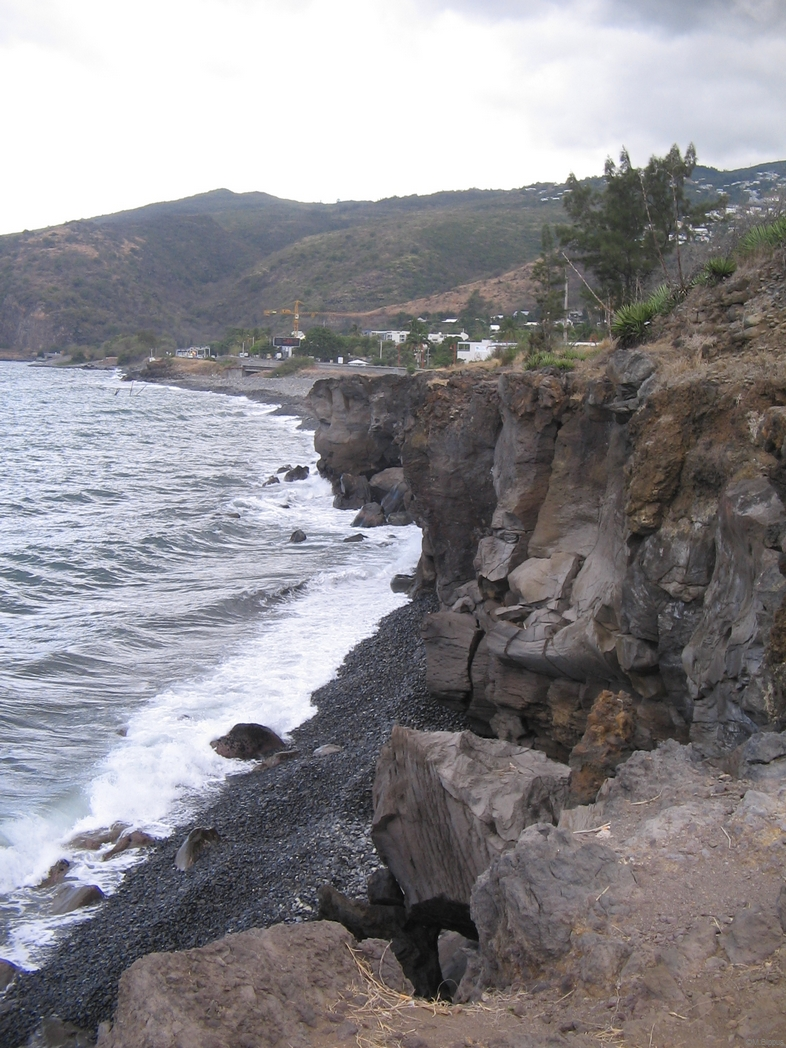
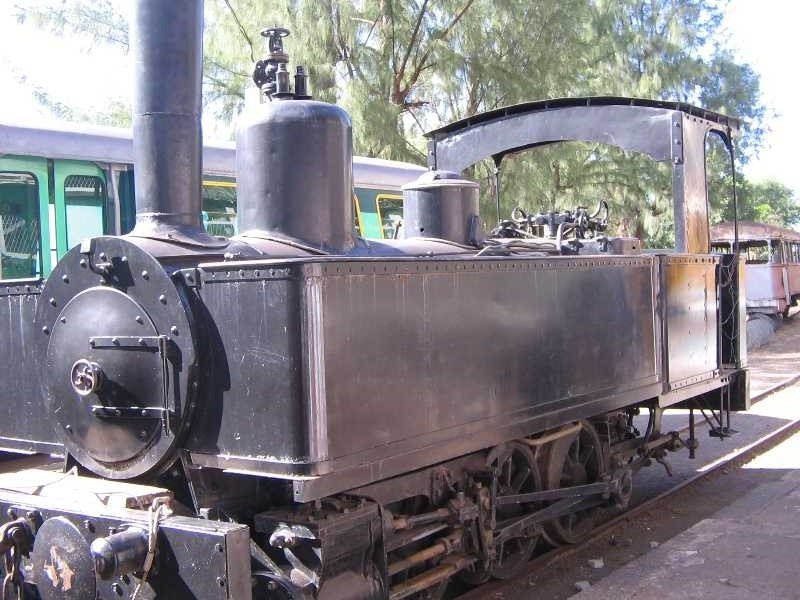
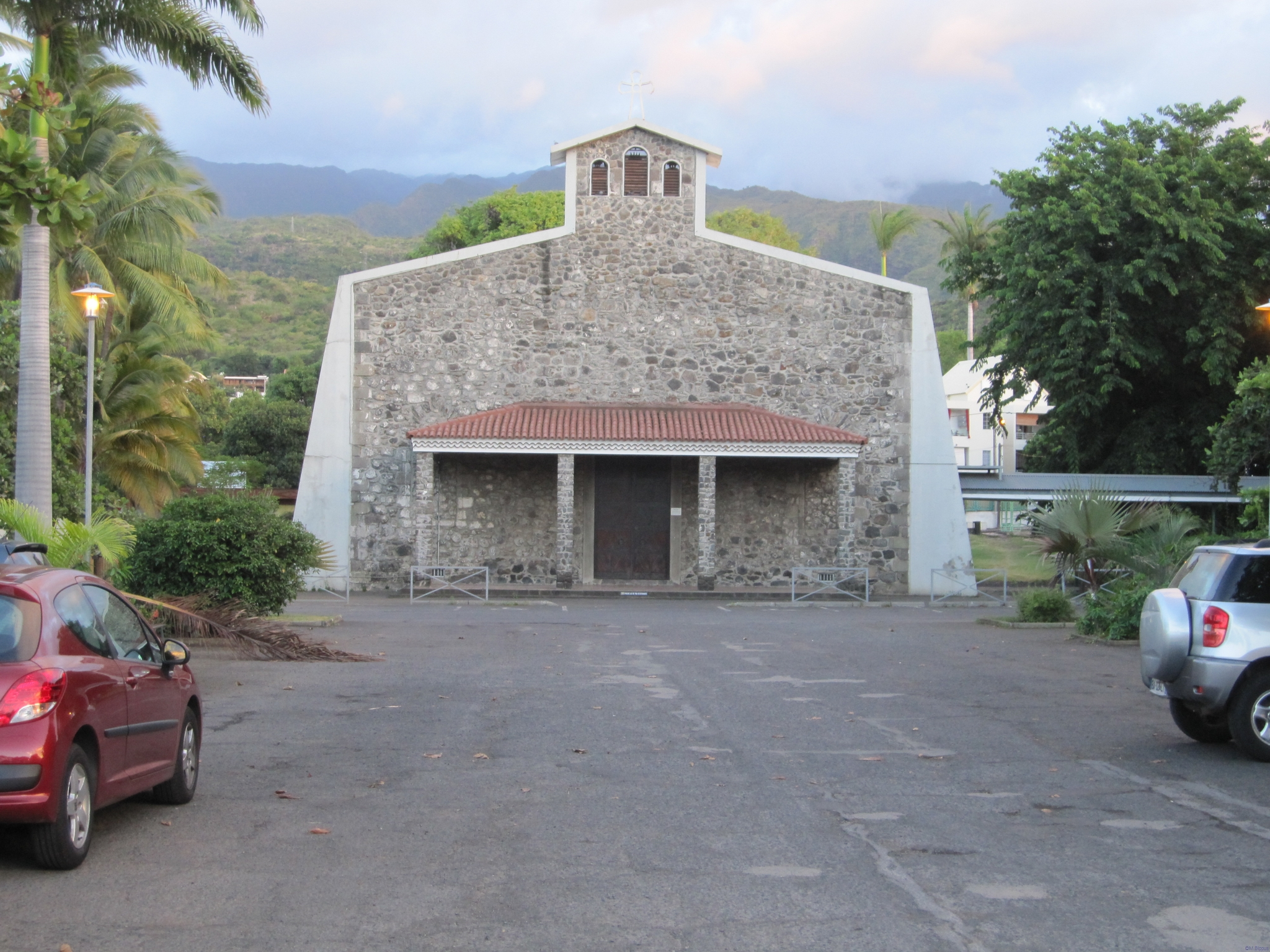

- Port Louis
- Antanifotsy
- Foshan
- Villeneuve-d'Ascq